# Kingstown
Kingstown – miasto nad zatoką Kingstown, stolica oraz główny port Saint Vincent i Grenadyn. Leży nad Morzem Karaibskim, w południowej części Saint Vincent, czyli największej wyspy kraju. Jest stolicą parafii Saint George, a także najliczniejszym miastem Saint Vincent i Grenadyn. Nazywane Miastem Łuków, ze względu na to, że w całym mieście można ich znaleźć w różnej formie ponad 400.

## Historia

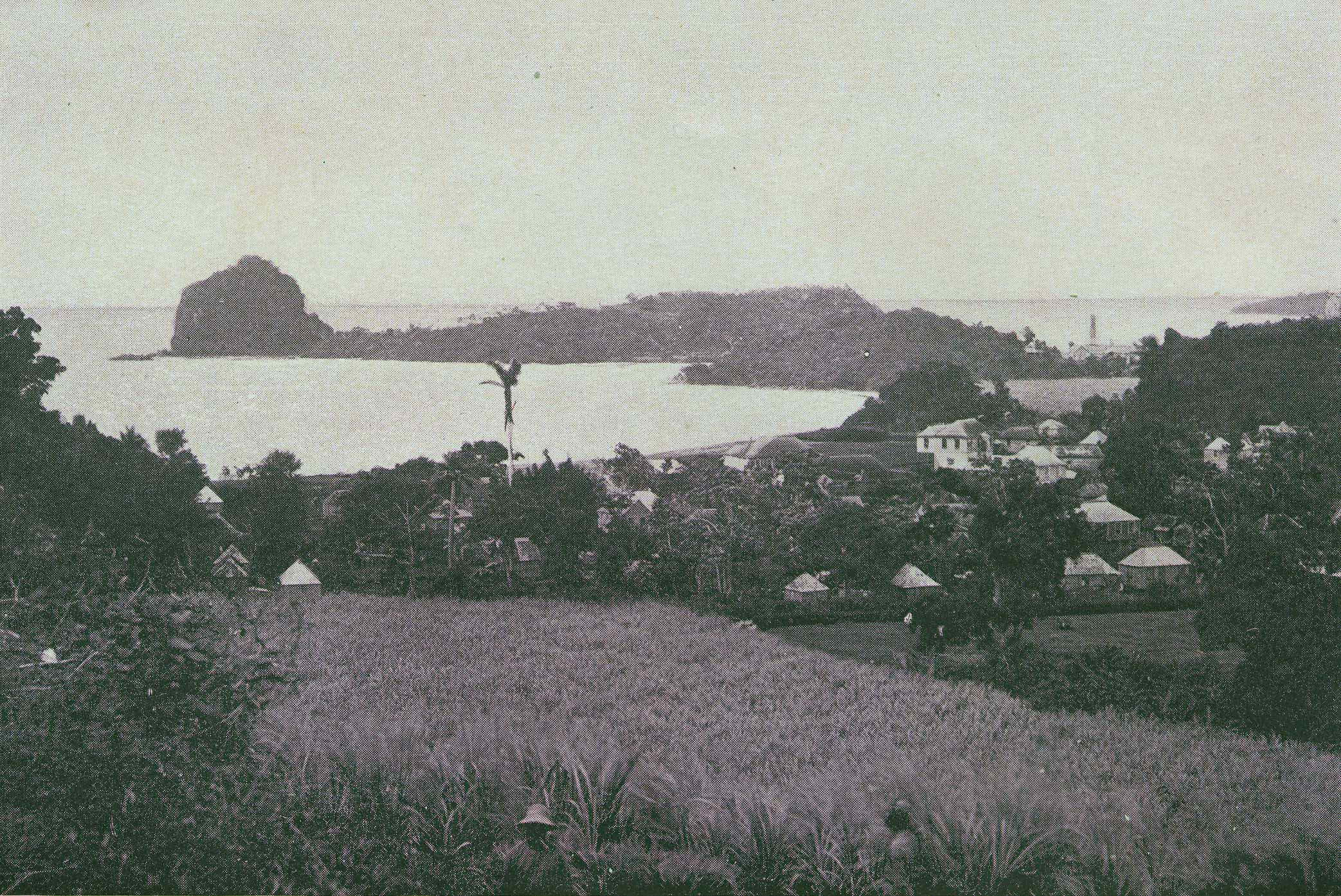
Kingstown ok. roku 1890

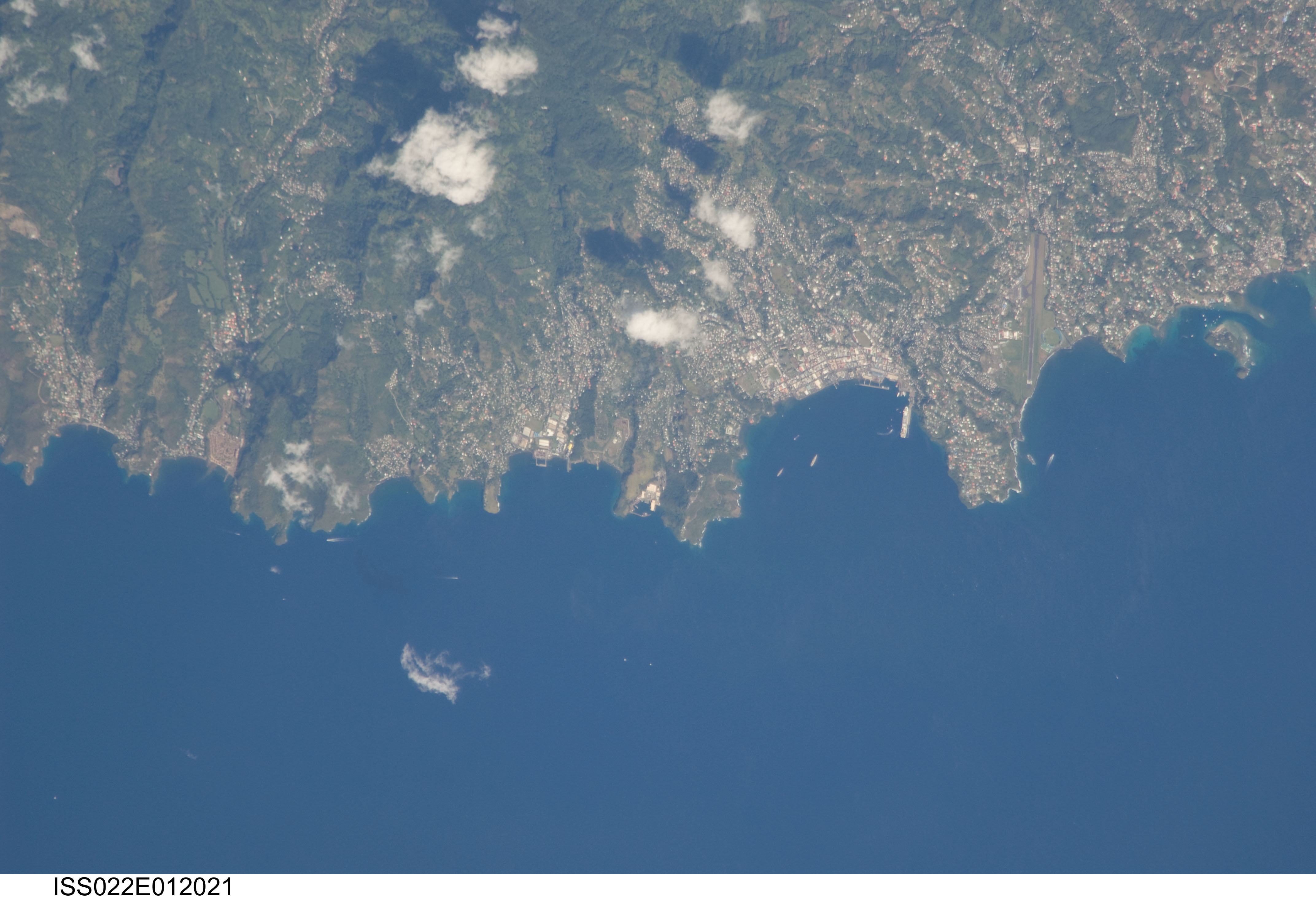
Kingstown sfotografowane z kosmosu

Kingstown jest trzecią z kolei stolicą Saint Vincent (wcześniejsze to Georgetown i Calliaqua).
Miasto zostało założone w 1722 roku przez osadników francuskich. Osada składała się z trzech równoległych ulic biegnących wzdłuż wybrzeża. Dziś są to: Bay Street, Middle Street i Halifax Street. W ówczesnej wiosce znajdował się warsztat szkutniczy, zajmujący się naprawą statków podróżujących przez Atlantyk. Stocznia ta działała do roku 1962. Swój ostatni statek, szkuner Lady Dawn, zwodowała w roku 1956.
Obecną nazwę nadali miastu Brytyjczycy po roku 1763, kiedy Saint Vincent na mocy pokoju paryskiego stał się kolonią brytyjską. Wówczas też zaczął się intensywny rozwój miejskiego portu.
Na przełomie lat 2002 i 2003 w Kingstown kręcono niektóre sceny filmu Piraci z Karaibów: Klątwa Czarnej Perły.

## Geografia
Miasto jest otoczone łańcuchem zalesionych wzgórz, na których zboczach znajdują się zabudowania. Od północy jest to Berkishire Hill, zaś od południa – Cane Garden Point.

## Turystyka

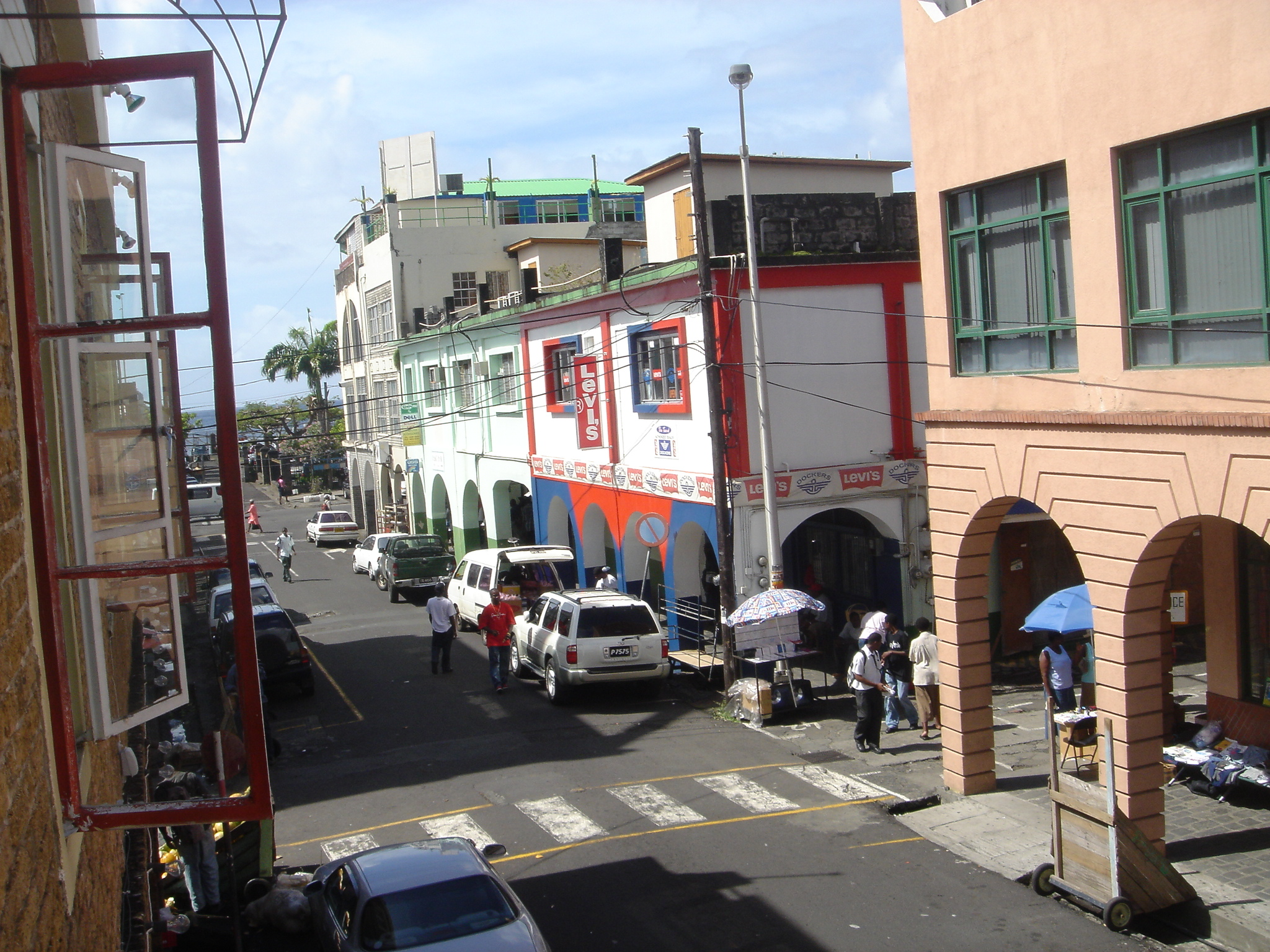
Ulica w Kingstown

Kingstown jest ważnym ośrodkiem turystycznym. W 2015 roku do portu zawinęło 51 statków z ponad 54 tysiącami osób na pokładach.

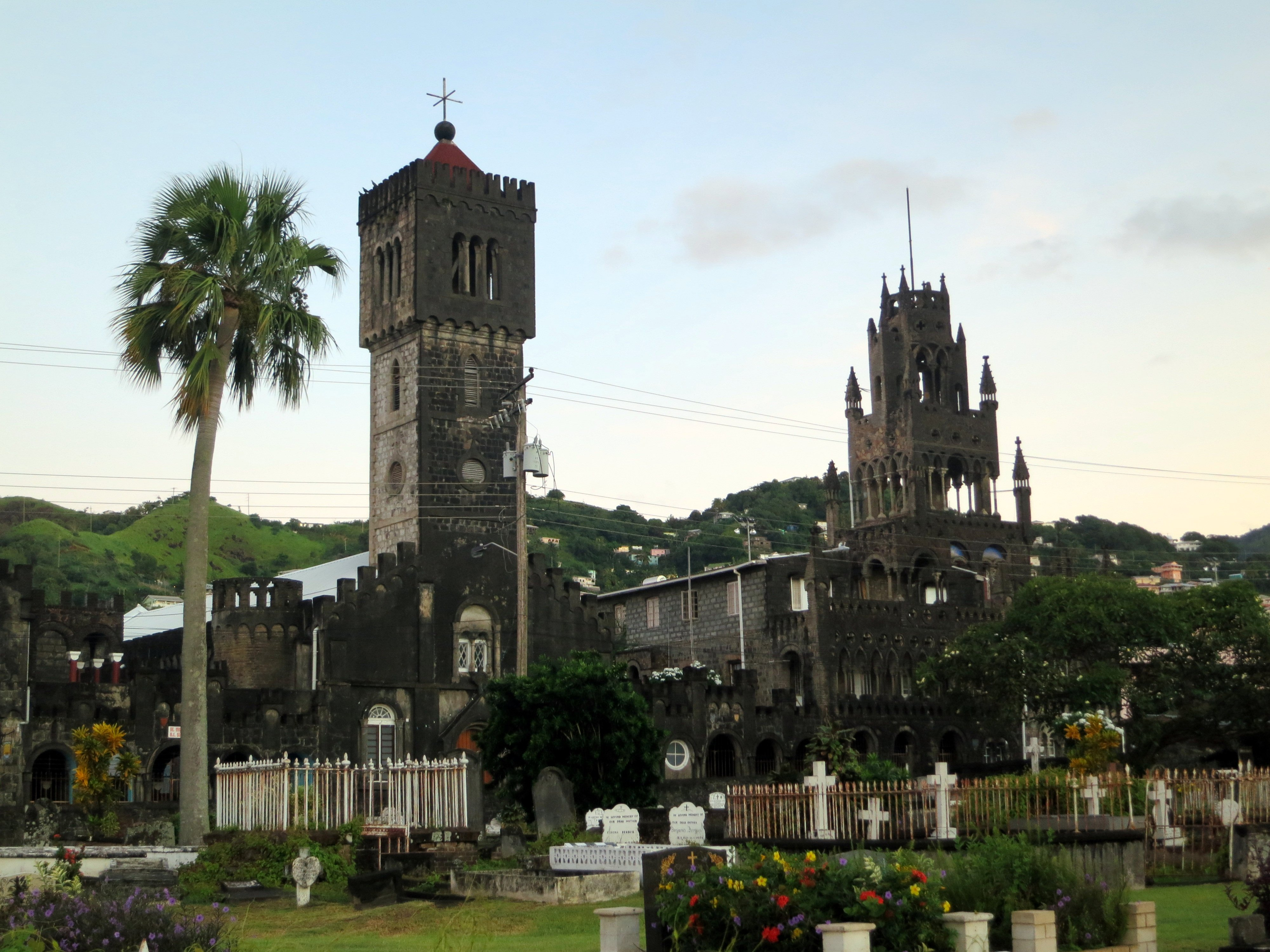
Katedra Wniebowzięcia NMP

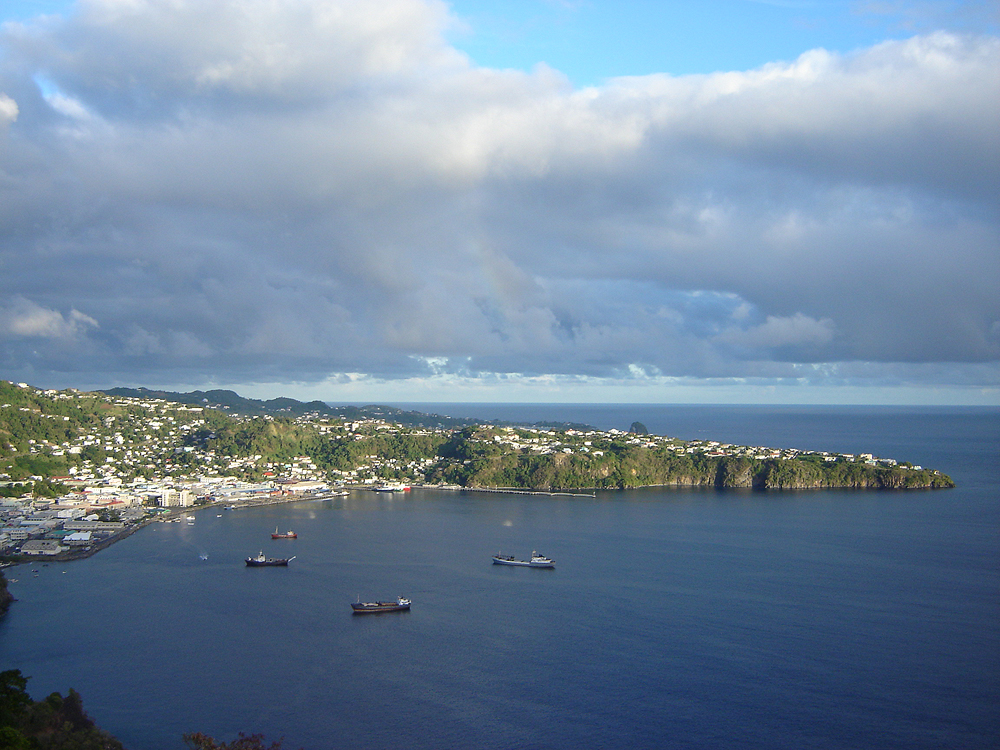
Wybrzeże w Kingstown

Do najbardziej popularnych atrakcji turystycznych zalicza się m.in. ogród botaniczny, najstarszy na półkuli zachodniej, założony w roku 1765 przez Roberta Melville’a. W 1793 roku kapitan William Bligh dostarczył do ogrodu na Saint Vincent sadzonki chlebowca z Tahiti. (Podczas pierwszej próby przeprawy z sadzonkami przez ocean, załoga kapitana Bligha zbuntowała się – patrz: Bunt na HMS Bounty). Zwiedzający ogród mogą zobaczyć np. narodowego ptaka Saint Vincent i Grenadyn – amazonkę królewską.
Turyści odwiedzają także targowiska, jak również nabrzeże.

### Zabytki
W Kingstown znajdują się dwie katedry: katolicka oraz anglikańska. Pierwsza z nich (na zdjęciu), eklektyczna katedra pod wezwaniem Wniebowzięcia Najświętszej Marii Panny, powstała na początku XIX wieku. W 1877 roku dobudowano prezbiterium i wieżę. Anglikańską katedrę pod wezwaniem świętego Jerzego również wzniesiono w początkach XIX stulecia; poświęcona została w roku 1820. Nadal znajduje się tam tablica ku czci brytyjskiego oficera, który w 1795 roku zabił Josepha Chatoyera, bohatera narodowego Saint Vincent i Grenadyn.
Inne zabytkowe świątynie w mieście to kościół metodystów z roku 1841, wzniesiony na miejscu starego kościoła katolickiego przez wyzwolonych niewolników, a także kościół adwentystów dnia siódmego, budowany w latach 1839–1880. Widok na całe Grenadyny rozciąga się z Fortu Charlotte, znajdującego się na zachód od miasta na wysokości ponad 180 metrów. Fort został ukończony w roku 1806. Jego załogę stanowiło 30 dział i 600 żołnierzy, których zadaniem była ochrona miasta przed napadem tubylców z głębi wyspy. Tamtejsze koszary wykorzystywano także jako szpital dla umysłowo chorych, przytułek dla ubogich i leprozorium. Na terenie fortu znajduje się ponadto tablica upamiętniająca króla afrykańskiego państewka Opobo imieniem Jaja, który przebywał w forcie na wygnaniu w pierwszej dekadzie XIX wieku.

## Gospodarka
W mieście znajdują się przedsiębiorstwa przemysłu spożywczego, zajmujące się m.in. wytwarzaniem cukru oraz mączki skrobiowej. Działa także przemysł włókienniczy (produkcja bawełny). Przez port przebiega szlak eksportowy bananów, maranty trzcinowej, batatów i taro.

## Transport
Komunikację krajową i międzynarodową zapewnia lotnisko E.T. Joshua, a wkrótce także lotnisko Argyle, budowane na wschód od miasta. Istotną rolę odgrywa także port morski, z którego regularnie odpływają statki do innych wysp archipelagu. Kingstown jest połączone z pozostałymi miejscowościami Saint Vincent siecią dróg. Brak połączeń kolejowych.

## Sport

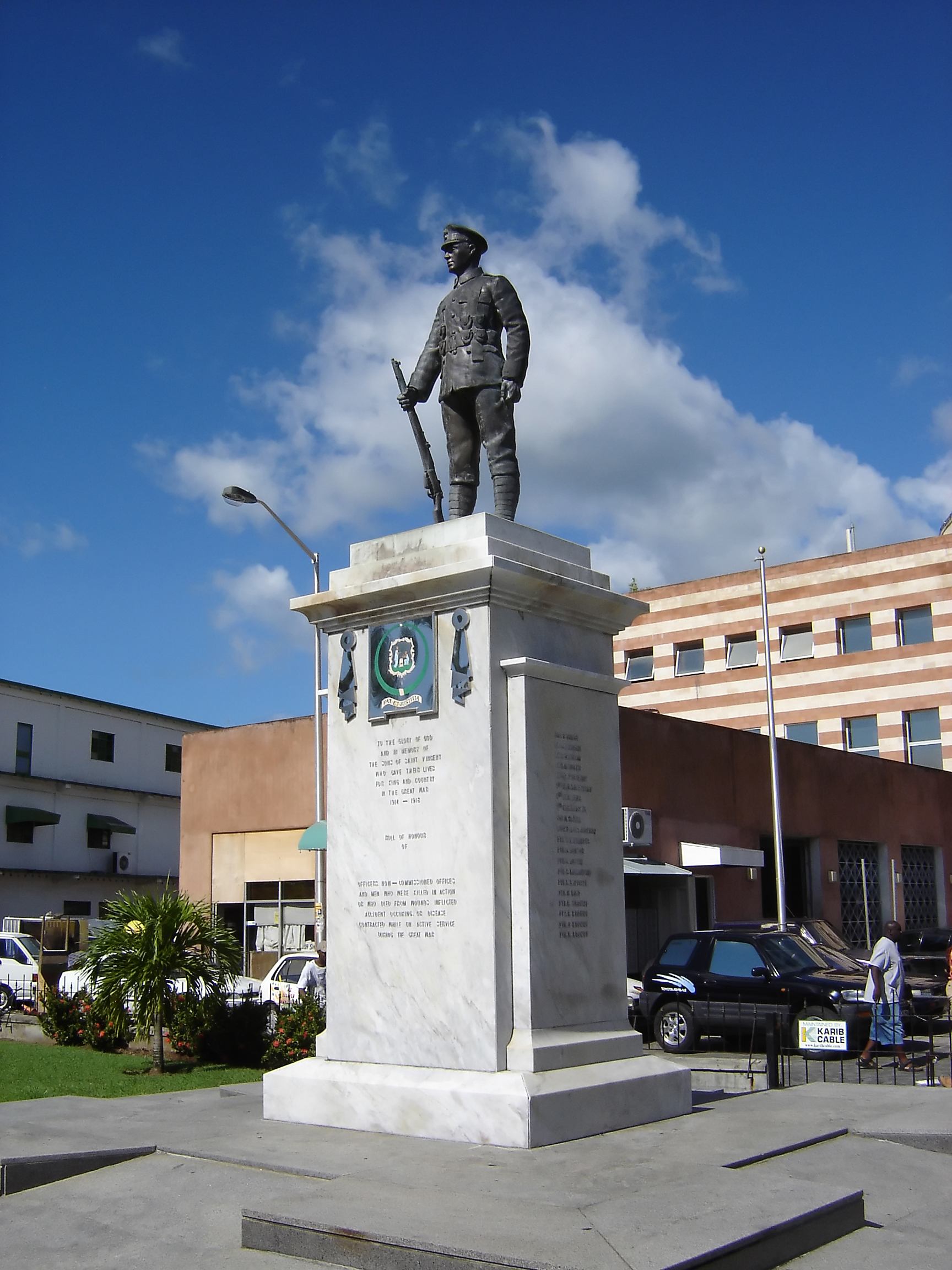
Pomnik ofiar I wojny światowej

W Kingstown znajduje się Victoria Park Stadium, na którym rozgrywane są zawody lekkoatletyczne, a także mecze piłkarskie (w tym mecze reprezentacji narodowej Saint Vincent i Grenadyn).

## Edukacja
W Kingstown mieszczą się m.in.: Kingstown Government School (założona w 1962 roku), Kingstown Anglican School, Kingstown Preparatory School, Thomas Saunders Secondary School oraz Dr J.P. Eustace Memorial Secondary School.